# 特热比奇的犹太区
特热比奇的犹太区位于捷克共和国摩拉维亚小镇特热比奇，是欧洲保存最完好的犹太区之一。因此在2003年，它和犹太公墓以及圣普罗科皮乌斯大教堂被列入世界遗产，也是遗产名录中唯一在以色列之外的犹太遗产。
犹太区坐落在伊赫拉瓦河北岸，周围环绕着岩石和河流。在犹太区有123座房屋、2座犹太会堂和一个犹太公墓。

## 歷史
在1890年，这里居住着近1500名犹太人，但在20世纪30年代其中只有300人保持犹太信仰。所有原来的犹太居民均在第二次世界大战期间被纳粹驱逐到集中营并杀害。其中只有10人在战后回到此处。因此，犹太区的许多建筑物，如市政厅、拉比办公室、医院、救济院或学校，都不再保持原有用途，而且现在由非犹太信仰的人所拥有。

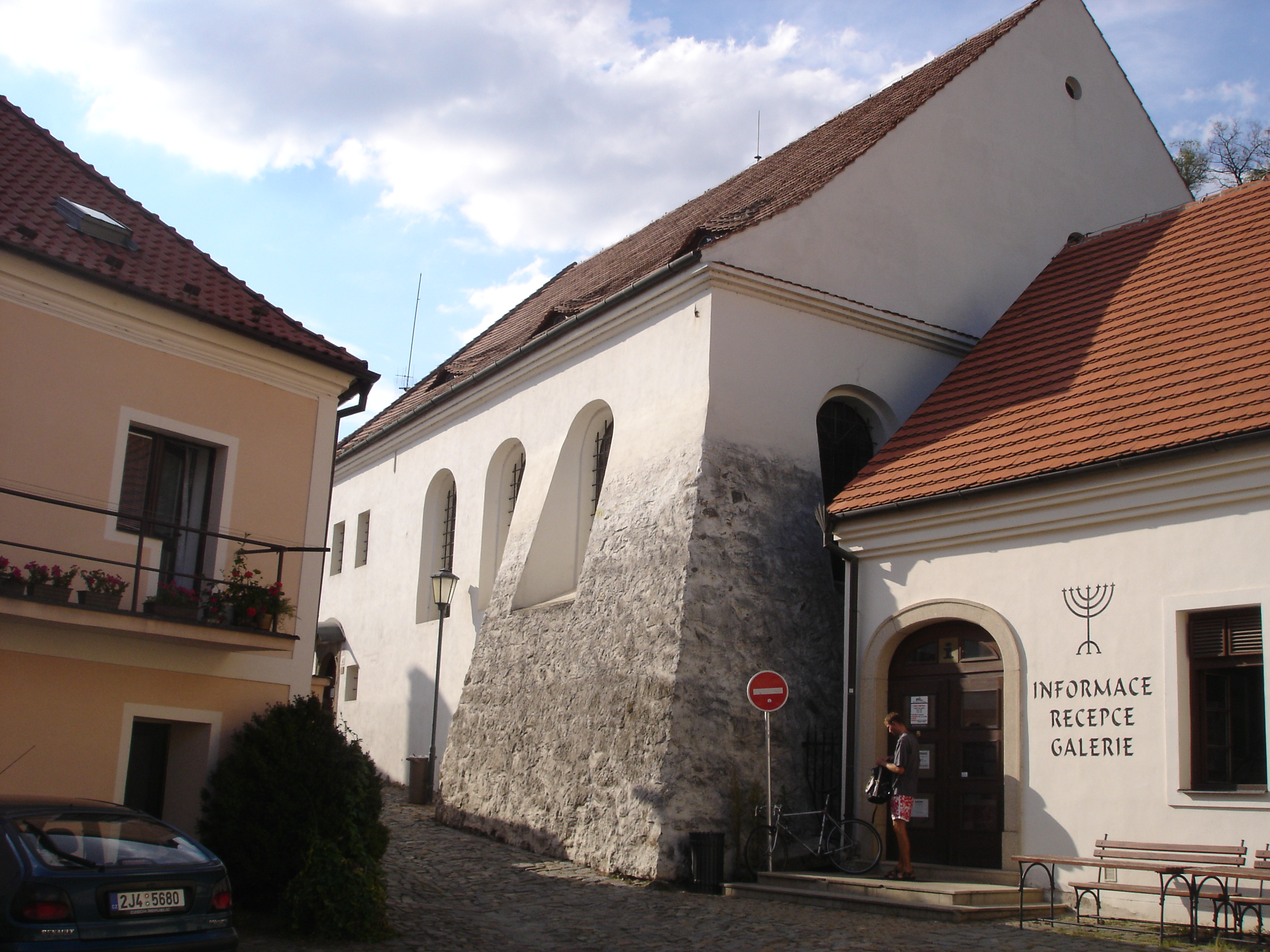
新犹太会堂

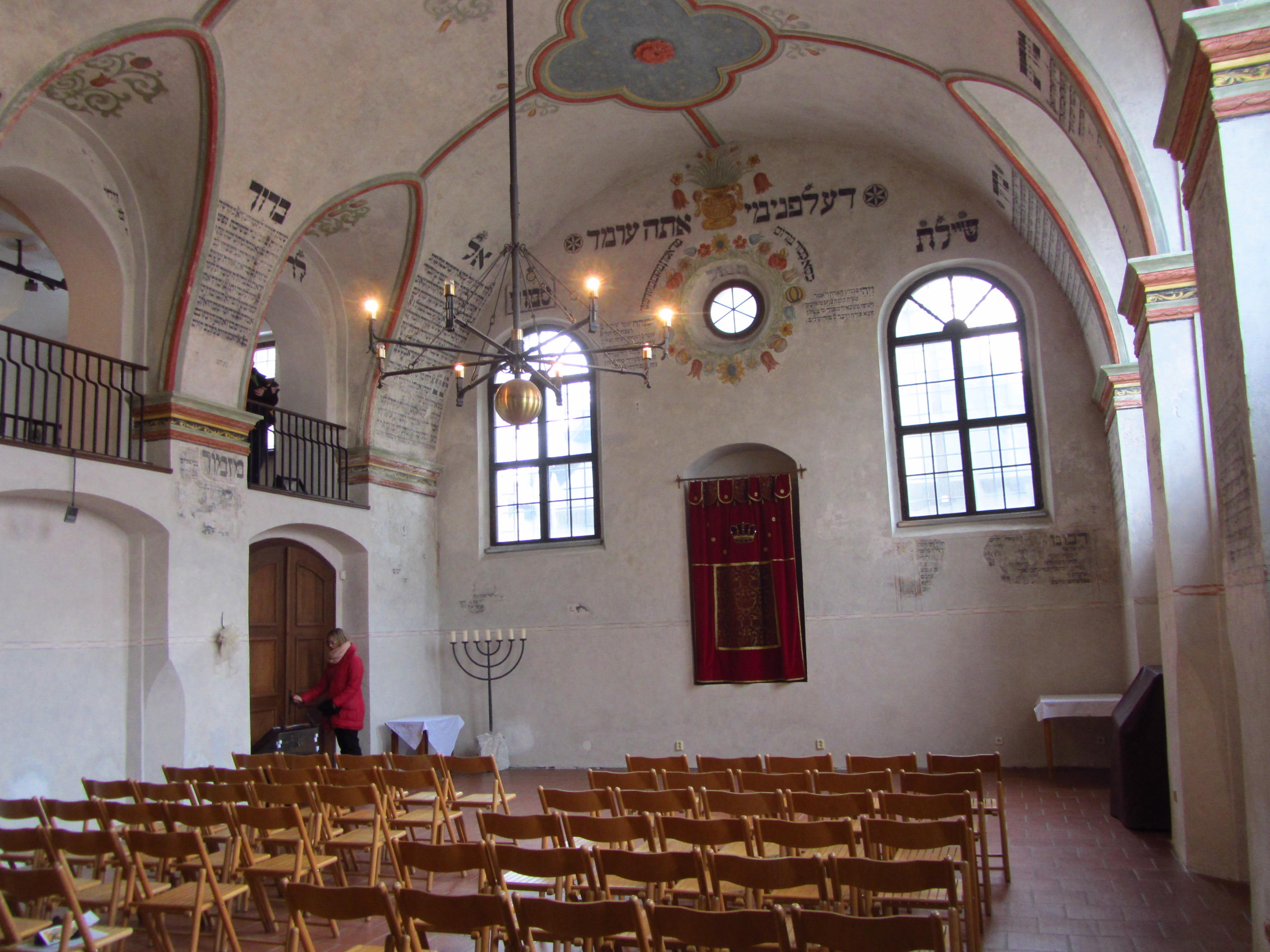
犹太会堂内部